# Лакшми Беј
Лакшми Беј (Варанаси, 19. новембар 1828 — Гвалиор, 18. јун 1858) је била владарка државе Џанси у Централној Индији.

## Биографија
Лакшми Беј је била један од главних вођа устанка у Индији против британске колонијалне експанзије 1857. године. Након пада Џансија (1858), наставила је да води герилски рат. Повукла се, најпре у Калпи, а потом заједно са Тантија Топијем заузима Гвалиор. Британци су је упорно гонили, плашећи се ширења устанка. С Британцима се сукобила код Котаха (недалеко од Гвалиора) где је и погинула (17. јун 1858). Према оцени Британаца, била је највештији и најхрабрији вођа устаника у Индији. 